# 松岡完
松岡 完（まつおか ひろし、1957年 - ）は、日本の政治学者。専門は国際関係論、アメリカ外交史、冷戦史、とくにベトナム戦争とケネディ政権。筑波大学名誉教授。法学博士（筑波大学）。

## 略歴
熊本県生まれ。1976年、静岡県立静岡高等学校卒業。1980年、東京大学教養学部卒業。筑波大学大学院社会科学研究科で学び、「ダレス外交とインドシナ : アジア太平洋秩序の形成を求めて」で法学博士号を取得。1993年、立命館大学国際関係学部助教授、1994年、筑波大学助教授。2002年、筑波大学人文社会系教授。2023年、筑波大学名誉教授。

## 著書

### 単著
- 『ダレス外交とインドシナ』（同文舘出版, 1988年）
- 『20世紀の国際政治――二度の世界大戦から冷戦の終焉まで』（同文舘出版, 1992年）
- 『ワールドカップの国際政治学』（朝日新聞社〈朝日選書〉, 1994年）
- 『1961ケネディの戦争――冷戦・ベトナム・東南アジア』（朝日新聞社, 1999年）
- 『ベトナム戦争――誤算と誤解の戦場』（中央公論新社［中公新書］, 2001年）
- 『20世紀の国際政治(改訂増補版)――二度の世界大戦から冷戦の時代』（同文舘出版,  2003年）
- 『ベトナム症候群――超大国を苛む「勝利」への強迫観念』（中央公論新社［中公新書］, 2003年）
- 『ケネディと冷戦――ベトナム戦争とアメリカ外交』（彩流社, 2012年）
- 『ケネディとベトナム戦争――反乱鎮圧戦略の挫折』（錦正社, 2013年）
- 『20世紀の国際政治(第三版)――二度の世界大戦から冷戦を経て』（同文舘出版, 2014年）
- 『ケネディはベトナムにどう向き合ったか――JFKとゴ・ジン・ジェムの暗闘』（ミネルヴァ書房, 2015年）
- 『超大国アメリカ100年史――戦乱・危機・協調・混沌の国際関係史』（明石書店, 2016年）
- 『そもそもアメリカってなに?――メイキング・オブ・USA』（現代書館, 2022年）
- 『ケネディという名の神話――なぜ私たちを魅了し続けるのか』（中央公論新社［中公選書］, 2023年）

### 共編著
- （広瀬佳一・竹中佳彦）『冷戦史――その起源・展開・終焉と日本』（同文舘出版, 2003年）